# Lionheart (1990)
Lionheart (ook bekend als Wrong Bet) is een Amerikaanse film uit 1990 van Sheldon Lettich met Jean-Claude Van Damme.
Van Damme speelt een parachutist-legionair. Wanneer zijn broer ernstig gewond is, keert hij terug naar Los Angeles om het circuit van ondergrondse gevechten binnen te gaan, om geld in te zamelen voor het gezin van zijn broer.

## Plot
Nadat zijn broer in Los Angeles is vermoord door een rivaliserende misdaadbende, ontvlucht Lyon Gaultier in een verre uithoek van Noord-Afrika het Franse Vreemdelingenlegioen. Op de hielen gezeten door twee officieren van het Legioen, vindt hij zijn weg naar de VS, waar hij kennismaakt met de wereld van illegale straatgevechten. Om het gezin van zijn broer te onderhouden, neemt Lyon deel aan deze wrede gevechten, waarin telkens slechts één man overeind blijft.    

## Rolverdeling
| Acteur                | Personage         |
| --------------------- | ----------------- |
| Jean-Claude Van Damme | Lyon Gaultier     |
| Harrison Page         | Joshua Eldridge   |
| Deborah Rennard       | Cynthia Caldera   |
| Brian Thompson        | Russell           |
| Lisa Pelikan          | Hélène Gaultier   |
| Ashley Johnson        | Nicole Gaultier   |
| Ash Adams             | Francois Gaultier |
| Voyo Goric            | Sgt. Hartog       |
| Michel Qissi          | Moustafa          |
| Abdel Qissi           | Attila            |